# Episodi di Peter Gunn (prima stagione)
La prima stagione della serie televisiva Peter Gunn è andata in onda negli Stati Uniti dal 22 settembre 1958 al 15 giugno 1959 sulla NBC.
| nº | Titolo originale           | Prima TV USA      |
| -- | -------------------------- | ----------------- |
| 1  | The Kill                   | 22 settembre 1958 |
| 2  | Streetcar Jones            | 29 settembre 1958 |
| 3  | The Vicious Dog            | 6 ottobre 1958    |
| 4  | The Blind Pianist          | 13 ottobre 1958   |
| 5  | The Frog                   | 20 ottobre 1958   |
| 6  | The Chinese Hangman        | 27 ottobre 1958   |
| 7  | Lynn's Blues               | 3 novembre 1958   |
| 8  | Rough Buck                 | 10 novembre 1958  |
| 9  | Image of Sally             | 17 novembre 1958  |
| 10 | The Man with the Scar      | 24 novembre 1958  |
| 11 | Death House Testament      | 1º dicembre 1958  |
| 12 | The Torch                  | 8 dicembre 1958   |
| 13 | The Jockey                 | 15 dicembre 1958  |
| 14 | Sisters of the Friendless  | 22 dicembre 1958  |
| 15 | The Leaper                 | 29 dicembre 1958  |
| 16 | The Fuse                   | 5 gennaio 1959    |
| 17 | Let's Kill Timothy         | 19 gennaio 1959   |
| 18 | The Missing Night Watchman | 26 gennaio 1959   |
| 19 | Murder on the Midway       | 2 febbraio 1959   |
| 20 | Pecos Pete                 | 9 febbraio 1959   |
| 21 | Scuba                      | 16 febbraio 1959  |
| 22 | Edie Finds a Corpse        | 23 febbraio 1959  |
| 23 | The Dirty Word             | 2 marzo 1959      |
| 24 | The Ugly Frame             | 9 marzo 1959      |
| 25 | The Lederer Story          | 16 marzo 1959     |
| 26 | Keep Smiling               | 23 marzo 1959     |
| 27 | Breakout                   | 30 marzo 1959     |
| 28 | Pay Now, Kill Later        | 6 aprile 1959     |
| 29 | Skin Deep                  | 13 aprile 1959    |
| 30 | February Girl              | 20 aprile 1959    |
| 31 | Love Me to Death           | 27 aprile 1959    |
| 32 | The Family Affair          | 4 maggio 1959     |
| 33 | Lady Wind Bell's Fan       | 11 maggio 1959    |
| 34 | Bullet for a Badge         | 18 maggio 1959    |
| 35 | Kill from Nowhere          | 25 maggio 1959    |
| 36 | Vendetta                   | 1º giugno 1959    |
| 37 | The Coffin                 | 8 giugno 1959     |
| 38 | The Portrait               | 15 giugno 1959    |

## The Kill
- Prima televisiva: 22 settembre 1958
- Diretto da: Blake Edwards
- Scritto da: Blake Edwards

### Trama
- Guest star: Bill Chadney (Emmett Ward), Sam Scar (Al Fusary), Charles Maxwell (bandito), Joe Bassett (bandito), Gavin MacLeod (George Fallon), Jack Weston (Dave Green), John Truax (Henry Ives), Byron Kane (Barney)

## Streetcar Jones
- Prima televisiva: 29 settembre 1958
- Diretto da: Blake Edwards
- Scritto da: Al C. Ward

### Trama
- Guest star: Carlo Fiore (Streetcar Jones), Leigh Whipper (Lodi), George Barrows (Hood), Carlyle Mitchell (George Norris), Patricia Powell (Sally Norris), Tom Monroe (Hood)

## The Vicious Dog
- Prima televisiva: 6 ottobre 1958
- Diretto da: David Orrick McDearmon
- Scritto da: Blake Edwards

### Trama
- Guest star: Tyler McVey (George Walker), J. Pat O'Malley (Homer Tweed), Paul Dubov (Carl Kane), Virginia Christine (Nancy Davis)

## The Blind Pianist
- Prima televisiva: 13 ottobre 1958
- Diretto da: Blake Edwards
- Soggetto di: Blake Edwards, George W. George

### Trama
- Guest star: Ned Glass (Max Walston), Barney Phillips (Stephen Ware), Elizabeth Talbot-Martin (Laura Hope Stenfield), E. J. Andre (Poet), Richard Ney (Guy Brackett), Barbara Stuart (Shirley Blaze), Herbert Ellis (Wilbur), Capri Candela (Capri)

## The Frog
- Prima televisiva: 20 ottobre 1958
- Diretto da: David Orrick McDearmon
- Scritto da: Blake Edwards

### Trama
- Guest star: Harold Kruger (Frog), Arthur Kendall (Vernon Lilly), Dale van Sickel (Hood), Dick Crockett (assassino), Whit Bissell (Daniel Swink), Jean Inness (Loretta Gymps), George Robotham (Hood)

## The Chinese Hangman
- Prima televisiva: 27 ottobre 1958
- Diretto da: Blake Edwards
- Soggetto di: Blake Edwards

### Trama
- Guest star: Buddy Baer (Clarence), Marion Marshall (Joanna Lund), Bob Jellison (sergente Keep), Theodore Marcuse (Ahben Vnesku), Patrick Clement (David Bryce)

## Lynn's Blues
- Prima televisiva: 3 novembre 1958
- Diretto da: Blake Edwards
- Scritto da: Blake Edwards, Lewis Reed

### Trama
- Guest star: David Tomack (Babe Santano), Linda Lawson (Lynn Martel), William Masters (Roger Dwyer), Guy Prescott (Nat Krueger), Joe Quinn (uomo in borghese)

## Rough Buck
- Prima televisiva: 10 novembre 1958
- Diretto da: Blake Edwards
- Scritto da: Tony Barrett

### Trama
- Guest star: Grazia Narciso (Mama Rosa), Arthur Batanides (Gus Triano), Boyd 'Red' Morgan (Hood), Tito Vuolo (Papa), Antony Carbone (Gino Nicholetti), Larri Thomas (Sharon Moore), Ken Lynch (Cal Matson), Chuck Couch (Hood)

## Image of Sally
- Prima televisiva: 17 novembre 1958
- Diretto da: David Orrick McDearmon
- Soggetto di: Steve Fisher, Lewis Reed

### Trama
- Guest star: Robert Sherman (Alley), Capri Candela (Capri), Robert Cavendish (detective), Bruno VeSota (commesso), Monica Lewis (Sally Hall), Phillip Pine (Si Robbin), Herbert Ellis (Wilbur), Richard Devon (Joe Nord), Dick Crockett (Louie Dorson)

## The Man with the Scar
- Prima televisiva: 24 novembre 1958
- Diretto da: David Orrick McDearmon
- Soggetto di: Blake Edwards

### Trama
- Guest star: Roy Thinnes (Roy Davidson), Charles Horvath (Julio Fezzaro), Saul Gorss (Max), James Yagi (cameriere), Joan Taylor (Liz Taylor), Dick Wessel (Yale Lubin), Billy Barty (Babby), Peter Leeds (Ulysses), Lewis Martin (Ralph Davidson), James Leong (cuoco)

## Death House Testament
- Prima televisiva: 1º dicembre 1958
- Diretto da: Blake Edwards
- Soggetto di: Blake Edwards, George Fass

### Trama
- Guest star: Byron Morrow (Warden), John Nolan (padre Crowther), John Truax (Hoodlum), Eddie Parker (assistente/addetto), Lucy Marlow (Sandra Lee), George Mitchell (Whitey Collins), Sam Buffington (professore Olford), Harry Bartell (Romney Kelly), Kathy Coombs (Margaret Collins Wallace), Bruce Mendell (Don Biddle), Gil Perkins (Hoodlum)

## The Torch
- Prima televisiva: 8 dicembre 1958
- Diretto da: David Orrick McDearmon
- Scritto da: Lewis Reed, Vick Knight

### Trama
- Guest star: Robert Carricart (Torch), Bartlett Robinson (Stanley Glidden), Edward Ecker (Giant), Walter Burke (Ditto), Paula Raymond (Martha Harrington), Gordon Mills (Gregory Harrington)

## The Jockey
- Prima televisiva: 15 dicembre 1958
- Diretto da: Lamont Johnson
- Soggetto di: Blake Edwards

### Trama
- Guest star: Robert Gist (Jason Willows), Frankie Darro (Billy Arnet), Robin Morse (Ned Parks)

## Sisters of the Friendless
- Prima televisiva: 22 dicembre 1958
- Diretto da: David Orrick McDearmon
- Scritto da: Henry Greenberg, Malvin Wald

### Trama
- Guest star: Mario Siletti (Luigi Terelli), Nino Tempo (Nino), Leah Waggner (Sorella Benedict), Charles Meredith (giudice Lee), Marcel Dalio (Antoine), Anna Lee (Sorella Thomas Aquinas), Charity Grace (Mother Superior), Paul Carr (Sandy Martin), Colette Jackson (Laurie Hunter), Sam Flint (uomo nel parco)

## The Leaper
- Prima televisiva: 29 dicembre 1958
- Diretto da: Paul Stewart
- Scritto da: Robert Blees

### Trama
- Guest star: James Lanphier (Chop), Mike Ross (Sam), Murray Julian (Lester Warnecke), Jean Carson (Pearl), Katherine Squire (Gussie Warnecke), Milt Hamerman (facchino)

## The Fuse
- Prima televisiva: 5 gennaio 1959
- Diretto da: David Orrick McDearmon
- Scritto da: Tony Barrett

### Trama
- Guest star: John Daheim (assalitore), Vincent Padula (Papa), Craig Duncan (bandito), Jay Lawrence (Benny Tarentino), Ross Martin (Sal Andamo), Maxine Cooper (Maria Matzi), William Kendis (Vince Cano), Frank Gerstle (Jake Lynch), Gil Frye (Carlo Matzi), Jack Perkins (assalitore)

## Let's Kill Timothy
- Prima televisiva: 19 gennaio 1959
- Diretto da: Blake Edwards
- Soggetto di: Blake Edwards

### Trama
- Guest star: David McMahon (agente di polizia in ufficio), Peter Brocco (ubriaco), Abigail Shelton (segretaria), John Perri (veterinario), Mel Leonard (Casper), Henry Corden (Vladimir (Vladimir Sokolwasky), Arthur Hanson (George), Frank Richards (Tiny), Rupert Rizzonelli (ufficiale di polizia)

## The Missing Night Watchman
- Prima televisiva: 26 gennaio 1959
- Diretto da: Boris Sagal
- Scritto da: Blake Edwards

### Trama
- Guest star: Buddy Lewis (conducente), Hope Summers (padrona di casa), Harold Fong (Chinese Houseboy), Alan Dewitt (Ballistics Expert), Murray Matheson (Phillip J. Lasdown), Howard McNear (Charles Quimby), Ernest Raboff (medico legale)

## Murder on the Midway
- Prima televisiva: 2 febbraio 1959
- Diretto da: David Orrick McDearmon
- Soggetto di: Blake Edwards

### Trama
- Guest star: Ronald Foster (Martin Franklin), Claire Meade (nonna), Lynn Cartwright (Paula), Kelton Garwood (Magician), Nita Talbot (Rowena), Stanley Adams (Baron), Jack Lomas (Dave Sweetzer), Paty Desautels (Trixie)

## Pecos Pete
- Prima televisiva: 9 febbraio 1959
- Diretto da: Robert Ellis Miller
- Soggetto di: Blake Edwards

### Trama
- Guest star: Steve Gravers (Frank Kelly), Tom Fadden (Luke Merryweather), Jon Lormer (medico legale), Kenneth Patterson (Jim Billings), Jeff York (Clay Baxter), Peggy Stewart (Wilma Baxter), Ralph Moody (Phineas Merryweather), Tom Steele (Ross Baxter)

## Scuba
- Prima televisiva: 16 febbraio 1959
- Diretto da: Boris Sagal
- Scritto da: P. K. Palmer

### Trama
- Guest star: Eva Lynd (Olga), Jonathan Hole (Leeds), Georgina Darcy (Dottie), Diane Webber (Midge), Charles Cooper (Jeff), Bern Hoffman (Garvin), Gertrude Flynn (Mrs. "J"), Jackie Blanchard (Jackie), Robert Decost (Moffat)

## Edie Finds a Corpse
- Prima televisiva: 23 febbraio 1959
- Diretto da: Walter Grauman
- Soggetto di: Blake Edwards

### Trama
- Guest star: Joseph Sargent (impiegato), Joseph Kearns (Bartel), Bill Idelson (pittore), William Justine (Hackie), Ruta Lee (Marie Gibson), Myron Healey (Harvey Austin), Barbara Darrow (Virginia Pelgram), Marjorie Bennett (manager), Bill Chadney (Emmett Ward)

## The Dirty Word
- Prima televisiva: 2 marzo 1959
- Diretto da: Boris Sagal
- Scritto da: Tony Barrett

### Trama
- Guest star: Lester Fletcher (Waldo), Joseph Holland (Arthur Sinclair), David Hillary Hughes (Abel Kinnard), William Fawcett (Fuzzy Crane), Linda Watkins (Louise Sinclair), Tom Brown (Sammy Hayes), Simon Scott (Paul Denner), Bill Chadney (Emmett Ward)

## The Ugly Frame
- Prima televisiva: 9 marzo 1959
- Diretto da: Jack Arnold
- Soggetto di: George Fass, Gertrude Fass

### Trama
- Guest star: Sandy Kenyon (Ed Mooney), Jimmy Murphy (Jimmy Blaine), John Bleifer (Eli Gans), Shepherd Sanders (impiegato dell'hotel), Billy Barty (Babby), Lewis Charles (Mickey Quoit), John Hudkins (Hank Barlow)

## The Lederer Story
- Prima televisiva: 16 marzo 1959
- Diretto da: Boris Sagal
- Soggetto di: Charles Hoffman

### Trama
- Guest star: Roy Jenson (Dutch), Roxanne Brooks (Rose Hessler), Byron Kane (Barney), Jack Richardson (Blackie), Otto Waldis (Hugo Hessler), Sam Edwards (Max (Max Hessler), Margaret Muse (Lucile Lederer), Tom McKee (proprietario del Caffè), Bill Chadney (Emmett Ward)

## Keep Smiling
- Prima televisiva: 23 marzo 1959
- Diretto da: Jack Arnold
- Soggetto di: Lester Pine

### Trama
- Guest star: Lillian Bronson (padrona di casa), David Cross (Phil), Martin Mason (Wino), Fred Coby (Sam Wallace), Shelly Manne (se stesso), Mara Corday (Emily), Jackie Coogan (Eric Woolrich), Bob Hopkins (Petersen), Mario Gallo (Frank), Walter Kelley (barista)

## Breakout
- Prima televisiva: 30 marzo 1959
- Diretto da: Boris Sagal
- Scritto da: Lewis Reed

### Trama
- Guest star: Nesdon Booth (barbiere), John Anderson (sergente), Bob Morgan (Hood), Cliff Lyons (sacerdote), H. M. Wynant (Frank Norbett), Frank DeKova (Joe Taber), Tenen Holtz (Jan Norbinski), Michael Donovan (Shine Boy)

## Pay Now, Kill Later
- Prima televisiva: 6 aprile 1959
- Diretto da: Boris Sagal
- Scritto da: Blake Edwards, Lester Pine

### Trama
- Guest star: William Schallert (vicepresidente), Helene Marshall (Sadie), Jean Engstrom (signora cliente), Tony Michaels (designer), John Abbott (Wilcox), Torin Thatcher (Gregory Spain), Vito Scotti (Joe), Louis Quinn (Jack), Leslie Denison (detective britannico), John O'Malley (Tramp)

## Skin Deep
- Prima televisiva: 13 aprile 1959
- Diretto da: Boris Sagal
- Scritto da: Tony Barrett, Steffi Barrett

### Trama
- Guest star: Bea Limon (Sarita), Jose Gonzales-Gonzales (Miguel), Alex Sharp (Hood), Pat Comiskey (Charles), Laurindo Almeida (se stesso), Katharine Bard (Helena Mears), Eduardo Noriega (Ramon Carrado), Muriel Landers (Clarissa Holt), Willard Sage (detective Harmon), Marian Collier (Katie Mears), Hal Smith (Floyd Landau), Bill Chadney (Emmett Ward)

## February Girl
- Prima televisiva: 20 aprile 1959
- Diretto da: Boris Sagal
- Soggetto di: Robert C. Dennis

### Trama
- Guest star: Mark Allen (Tiny Truex), Leonid Kinskey (Stashek), Tamar Cooper (ballerino/a), Tony Russel (Michael Delak), Fintan Meyler (June Holton), Frank Maxwell (Rector), Bill Chadney (Emmett Ward)

## Love Me to Death
- Prima televisiva: 27 aprile 1959
- Diretto da: Jack Arnold
- Scritto da: Lester Pine

### Trama
- Guest star: Sid Kane (giocatore di carte), Charles Calvert (giocatore di carte), Brandy Bryan (Camera Girl), Louis Cavalier (giocatore di carte), Jeanette Nolan (Maggie Goffney Bowers), Robert H. Harris (Henry Bowers), Helen Wallace (Wilma Goffney), Ellen Corby (Irma Goffney), Lucien Littlefield (James Bond), Clegg Hoyt (Big Mug), Pitt Herbert (Sucker), Juney Ellis (donna in Basement)

## The Family Affair
- Prima televisiva: 4 maggio 1959
- Diretto da: Lamont Johnson
- Soggetto di: Blake Edwards

### Trama
- Guest star: Reggie Nalder (Emil), John Hoyt (B. E. Raleigh), Meg Wyllie (Miss Kelvin), Bek Nelson (Virginia Clark), Alan Hewitt (Mr. Collins), Bill Chadney (Emmett Ward)

## Lady Wind Bell's Fan
- Prima televisiva: 11 maggio 1959
- Diretto da: Walter Grauman
- Scritto da: William Spier

### Trama
- Guest star: Frances Fong (Lillian Quon), Vic Perrin (Silent Sy), Weaver Levy (Lu-Feng), James Hong (Johnny Chang), Richard Hale (Chang-Li Chang), William Yip (Willie Wong)

## Bullet for a Badge
- Prima televisiva: 18 maggio 1959
- Diretto da: Jack Arnold
- Scritto da: Steffi Barrett, Tony Barrett

### Trama
- Guest star: Richard Peel (Alfie Hicks), Lillian Buyeff (Dora Loomis), Clarke Gordon (dottore), Morris Erby (sergente Davis), Robert F. Simon (capitano Ben Loomis), Berry Kroeger (Vincent Donniger), Paul Baxley (Hoodlum)

## Kill from Nowhere
- Prima televisiva: 25 maggio 1959
- Diretto da: Lamont Johnson
- Scritto da: Tony Barrett, Steffi Barrett

### Trama
- Guest star: CeCe Whitney (Gloria Whitney), Terence de Marney (Sean), Tom Holland (Keller), Seymour Green (Lyman Price), Wesley Lau (Joe Scully), Mary Alan Hokanson (Louise Reardon), Len Lesser (speaker)

## Vendetta
- Prima televisiva: 1º giugno 1959
- Diretto da: Jack Arnold
- Soggetto di: Herschel Bernardi

### Trama
- Guest star: Dick Crockett (bandito), Al Ruscio (manager), James Nusser (barista), Herb Armstrong (bandito), Pete Candoli (Trumpeteer), Marc Lawrence (Max Grayco), Morris Erby (sergente Davis), Fritz Feld (Wolfgang), Bill Chadney (Emmett (Emmett Ward)

## The Coffin
- Prima televisiva: 8 giugno 1959
- Diretto da: Lamont Johnson
- Scritto da: Lewis Reed

### Trama
- Guest star: Elvera Corona (ballerina), Robert Tafur (Montero), Felipe Turich (ispettore Guevara), Clark Allen (suonatore di chitarra), Anthony Caruso (Ramon Decara), Míriam Colón (Maria Decara), Rodolfo Hoyos, Jr. (capitano Noriega), Eddie Saenz (scagnozzo)

## The Portrait
- Prima televisiva: 15 giugno 1959
- Diretto da: Boris Sagal
- Scritto da: Ricky Mabe, Irwin Winehouse

### Trama
- Guest star: Billy Barty (Babby), Frank Behrens (Frankie Barber), Hanna Landy (Elsa Keys), Herb Ellis (Wilbur), Peter Opp (Luther Ross), Capri Candela (Capri), Richard Benedict (Shaw), William D. Gordon (Maddox), Jackie Joseph (Sabrina)